# Viachaslau Shumak
Viachaslau Shumak (Brest, 22 de diciembre de 1988) es un jugador de balonmano bielorruso que juega como pívot en el Meshkov Brest. Es internacional con la Selección de balonmano de Bielorrusia.

## Palmarés

### Meshkov Brest
- Liga de Bielorrusia de balonmano (11): 2008, 2014, 2015, 2016, 2017, 2018, 2019, 2020, 2021, 2022, 2023
- Copa bielorrusa de balonmano (10): 2008, 2009, 2011, 2014, 2015, 2016, 2017, 2018, 2020, 2021

## Clubes
- Meshkov Brest (2007- )